# Bon (mys)
Bon (arabsky الرأس الطيب nebo Watan el-kibli, taktéž Cap Bon) je mys na konci poloostrova, pro který se používá stejné pojmenování, na severovýchodě Tuniska. Poloostrov je široký 32 km a dlouhý 80 km. Na sever od něj se rozkládá Tuniský záliv a na jihu Hammámetský záliv.
Na poloostrově se nachází města Nabeul a Kelibia a pozůstatky punského města Kerkouane.